# Petreasa, Bihor
Petreasa este un sat în comuna Remetea din județul Bihor, Crișana, România.

## Denominație și datare documentară
1552 Ponthuskew, 1828 Petrán, 1851 Petrány (Fényes), 1913 Pontoskő.
 Acest articol despre o localitate din județul Bihor este deocamdată un ciot. Puteți ajuta Wikipedia prin completarea lui.